# Categoría de grupos
En matemáticas la categoría de grupos denotada por Grp, es la categoría cuyos objetos son grupos y morfismos los homomorfismos de grupos. Grp es una categoría concreta y el estudio de esta categoría es conocido como la teoría de grupos.
Los monomorfismos en Grp son los homomorfismos inyectivos y los epimorfismos son los homomorfismos sobreyectivos, los isomorfismos son los homomorfismos biyectivos.
La categoría de grupos es completa y cocompleta. El producto es el producto directo de grupos y el coproducto es el producto libre de grupos. El objeto cero de la categoría es el grupo trivial (el grupo que consiste solo del elemento neutro).
La categoría de grupos abelianos denotada por Ab es una subcategoría plena de Grp, Ab es una categoría abeliana y Grp no lo es, de hecho Grp no es una categoría aditiva ya que no existe una forma natural de definir la suma de dos homomorfismos de grupos. 
Todo morfismo f : G → H en Grp tiene núcleo que es el grupo ker f = {x en G | f(x) = e}) con la función inclusión y tiene conúcleo que es el grupo cociente de H por la cerradura normal de f(H) in H). A diferencia que en una categoría abeliana no es cierto que todo monomorfosmo en Grp es el núcleo de su conúcleo.
La noción de sucesión exacta es significativa en Grp y algunos resultados de la teoría de categorías abelianas siguen siendo verdaderos en Grp como el lema del noveno, el lema del quinto y sus consecuencias siguen siendo verdaderas en Grp, sin embargo el lema de la serpiente no es cierto.